# Hugo Inglis
Pour les articles homonymes, voir Inglis.
Hugo Inglis est un joueur de hockey sur gazon néo-zélandais évoluant au poste d'attaquant avec l'équipe nationale néo-zélandaise.

## Biographie
Hugo est né le 18 janvier 1991 à Dunedin.

## Carrière
Il a débuté en équipe nationale première en 2009,.

## Palmarès
- : 2e à la Ligue mondiale 2012-2013
- : 2e à la Coupe d'Océanie en 2013
- : 2e à la Coupe d'Océanie en 2015
- : 2e aux Jeux du Commonwealth en 2018
- : 2e à la Coupe d'Océanie en 2019
- : 3e aux Jeux du Commonwealth en 2010